# 후지코 F. 후지오
후지코 F. 후지오(藤子・F・不二雄(ふじこ・エフ・ふじお) 1933년 12월 1일 ~ 1996년 9월 23일)는 일본의 만화가이다. 본명은 후지모토 히로시(藤本 弘)(ふじもと ひろし)이다. 선배인 테즈카 오사무의 영향을 받았다.

## 연혁
- 1933년 12월 1일: 일본 도야마현 다카오카시에서 출생
- 타카오카 공예고등학교 전기과를 졸업
- 1951년: 소학생신문에서 《천사 타마짱》으로 데뷔, 아비코 모토오(安孫子素雄)와 후지코 후지오라는 공동 필명으로 콤비 결성
- 1988년: 콤비 해체 후 후지코 후지오 Ⓕ라는 이름으로 활동을 시작
- 1989년: 후지코 F. 후지오로 필명 변경
- 1996년: 도쿄도 신주쿠구에서 간부전으로 사망[1]

## 주요 작품
- 도라에몽
  - 도라에몽 장편시리즈
- 키테레츠 대백과
- 우주에서 온 모자코
- 수퍼꼬마 퍼맨
- 침푸이
- 포코냥
- 에스퍼 마미
- 21에몽
- 꾸러기 닌자 토리

## 단행본 미완결 작품
- 도라에몽
- 타임 패트롤 본
- 침푸이
- 미키오와 미키오
  - 원고 분실로 인해 단행본에도 수록되지 못한 에피소드가 후지코 F. 후지오 대전집 제2기에서만 복제판으로 수록되었다.
- 키테레츠 대백과

## 참고
1. ↑  대장편 도라에몽 VOL.17 노비타의 태엽도시 모험기를 그리는 도중 사망했다.